# Gylfi Sigurðsson
Gylfi Þór Sigurðsson (ur. 8 września 1989 w Reykjavíku) – islandzki piłkarz grający na pozycji pomocnika w Víkingur Reykjavík oraz w reprezentacji Islandii. Uczestnik Mistrzostw Świata 2018 oraz Mistrzostw Europy 2016.

## Kariera klubowa
Karierę rozpoczynał w młodzieżowych drużynach Fimleikafélag Hafnarfjarðar, Breiðablik UBK oraz Reading. W 2008 został dołączony do seniorskiej drużyny Reading, z której został wypożyczony na miesiąc do Shrewsbury Town. W 2009 został ponownie wypożyczony na jeden miesiąc, tym razem do Crewe Alexandra. Po tym okresie wypożyczenie zostało przedłużone do końca sezonu 2008/09. Sigurðsson z Reading odszedł 31 sierpnia 2010, kiedy został ogłoszony piłkarzem Hoffenheim. W styczniu 2012 został wypożyczony na pół roku do Swansea City. Latem 2012 odszedł z niemieckiego zespołu i podpisał kontrakt z Tottenhamem. W barwach tego klubu rozegrał 58 spotkań w Premier League, w których strzelił 8 goli. 23 lipca 2014 przeszedł do Swansea City.
16 sierpnia 2017 za 49,4 mln euro dołączył do Evertonu, pobijając przy tym rekord transferowy klubu. Dla tego zespołu rozegrał 136 spotkań w lidze angielskiej, w których zdobył 25 bramek. Był piłkarzem Evertonu do lata 2022. Od sierpnia 2023 do marca 2024 był zawodnikiem Lyngby BK. 25 marca 2024 po prawie 20 latach powrócił do islandzkiego zespołu – został piłkarzem Knattspyrnufélagið Valur. W lutym 2025 przeszedł do Víkingur Reykjavík za 135 tys. euro, ustanawiając rekord transferowy wewnątrz ligi islandzkiej.

## Kariera reprezentacyjna
Sigurðsson występował w młodzieżowych reprezentacjach Islandii. W pierwszej reprezentacji zadebiutował 29 maja 2010 w wygranym 4:0 spotkaniu z Andorą. Pierwszą bramkę strzelił 7 października 2011 w przegranym 3:5 meczu z Portugalią. Występował na mistrzostwach Europy w 2016 oraz mistrzostwach świata w 2018.

## Życie prywatne

### Oskarżenia o przestępstwa wobec małoletnich (2021)
16 lipca 2021 roku Gylfi Sigurðsson został zatrzymany przez Greater Manchester Police w związku z podejrzeniem popełnienia przestępstwa na tle seksualnym w stosunku do osoby małoletniej. Początkowo dane osobowe piłkarza nie zostały podane do przestrzeni publicznej. Tego samego dnia klub Islandczyka Everton F.C. wydał oświadczenie, w którym stwierdzał, że zawiesił gracza podstawowego składu, również bez podania konkretnych danych. Islandzka gazeta Morgunblaðið potwierdziła, że tym graczem jest Gylfi Sigurðsson. W kwietniu 2023 umorzono śledztwo w tej sprawie przez brak dowodów, a w sierpniu tegoż roku został zawodnikiem Lyngby BK.